# Pselliophora ophionea
Pselliophora ophionea är en tvåvingeart som beskrevs av Edwards 1921. Pselliophora ophionea ingår i släktet Pselliophora och familjen storharkrankar. Inga underarter finns listade i Catalogue of Life.